# Gestaltabweichung
Gestaltabweichungen technischer Oberflächen werden laut DIN 4760 in sechs unterschiedliche Grade unterteilt, wobei sich Gestaltabweichungen erster bis vierter Ordnung überlagern und damit die reale Oberflächenbeschaffenheit eines Körpers bestimmen.
| Gestaltabweichung | Bezeichnung                                  |
| ----------------- | -------------------------------------------- |
| 1. Ordnung        | Formabweichungen                             |
| 2. Ordnung        | Welligkeit                                   |
| 3. Ordnung        | Rauheit in Form von Rillen                   |
| 4. Ordnung        | Rauheit in Form von Riefen, Schuppen, Kuppen |
| 5. Ordnung        | Rauheit der Gefügestruktur                   |
| 6. Ordnung        | Gitteraufbau des Werkstoffs                  |

Weicht die reale Oberflächenbeschaffenheit von der in der technischen Zeichnung definierten und geforderten Oberflächenbeschaffenheit ab, so liegt ein entsprechender Fehler vor.
Gestaltabweichungen 1. bis 4. Ordnung sind im Normalfall an der Oberfläche des Werkstücks erkennbar und werden daher auch als Oberflächenfehler bezeichnet. Fehler höherer Ordnung sind nur noch unter dem Mikroskop bzw. Elektronenmikroskop nachweisbar.